# 奈达铂
奈达铂 (INN：Aqupla)是一种铂基抗肿瘤药物，用于癌症的化疗。该化合物是乙醇酸的-2价阴离子和氨配位的铂构成的。
其它铂基药物还包括顺铂和卡铂。由于这类药物的毒性和顺铂产生了一定数量的耐药癌细胞，包括奈达铂在内的其他铂衍生物已经有了研究。

## 拓展链接
- （日語） Official Shionogi & Co. Website （页面存档备份，存于）